# Prunus ulei
Prunus ulei — вид квіткових рослин з родини трояндових (Rosaceae). Ареал охоплює такі країни: Бразилія.

## Середовище
Зустрічається в Атлантичному лісі. Втрата середовища існування внаслідок вирубки лісів через міську забудову, гірничодобувну промисловість, сільське господарство та тваринництво є найбільшою причиною скорочення біорізноманіття в Атлантичному лісі.

## Морфологічний опис
Це дерево заввишки 3–8 метрів.